# Goéland cendré
Larus canus
Espèce
Statut de conservation UICN

 LC  : Préoccupation mineure

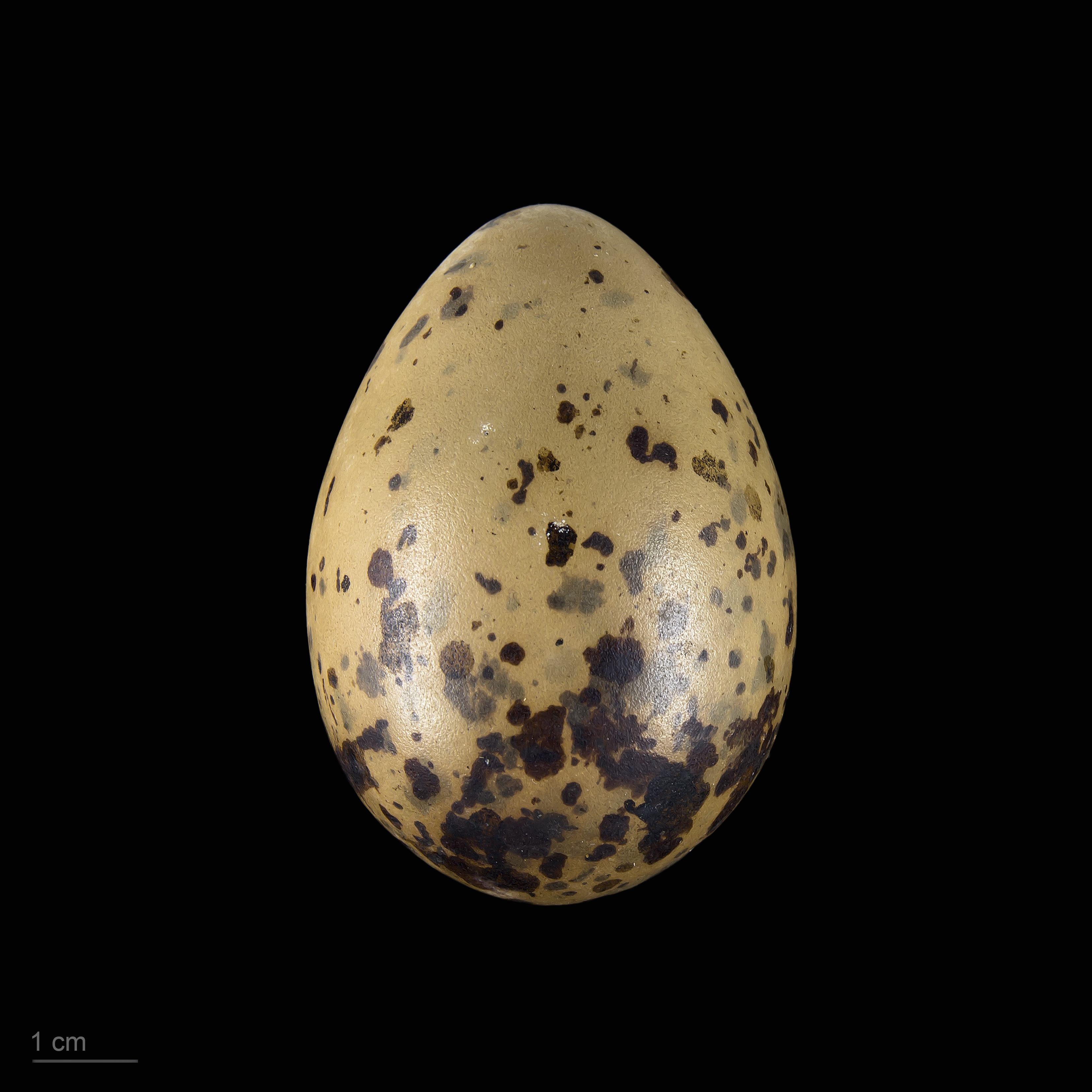
Œufs de Larus canus canus - Muséum de Toulouse

Le Goéland cendré (Larus canus) est une espèce d'oiseaux de mer de la famille des Laridae.

## Description
Le Goéland cendré est un goéland de petite taille (39 à 42 cm de longueur pour une envergure de 108 à 119 cm et une masse de 335 à 450 g), puisqu'à peine plus grand que les membres du genre désignés par le nom vernaculaire de mouettes.
Il se distingue de beaucoup d'autres espèces de goélands (le Goéland argenté ou le Goéland leucophée, entre autres) par l'absence de tache rouge sur le bec. Celui-ci, entièrement jaune verdâtre, présente en outre une étroite barre sombre en hiver.
En plumage nuptial, l'adulte a le manteau et une grande partie des ailes gris cendré bleuâtre, la tête, le cou, le dessous du corps et la queue blancs, tandis que les cercles orbitaux sont rouges. Les rémiges primaires sont en partie noires avec la base grise et une tache blanche vers leur extrémité, les secondaires grises à pointe blanche. La mue complète s'effectue de juin à octobre. L'oiseau présente alors son plumage internuptial avec des stries gris brun sur la tête et le cou. Une mue partielle se produit de mars à mai.
Les iris sont bruns à jaunâtres.

## Alimentation
Le Goéland cendré consomme des proies variées : nombreuses espèces de lamellibranches (coques, moule commune, Ensis directus, Spisula solida, etc.), lombrics, etc. Capable de comportements élaborés, pour provoquer l'émersion des lombrics, il frappe le sol de ses pattes palmées alternativement en restant sur place ; parfois, il tourne sur lui-même pour ne laisser échapper aucune proie.
Il peut aussi kleptoparasiter d'autres oiseaux, en particulier des limicoles : Huîtrier pie, Vanneau huppé, Barge à queue noire et Bécasseau sanderling ; mais aussi des grèbes.

## Longévité
L'actuel record de recapture d'un goéland cendré bagué est de 25 ans (oiseau bagué en Irlande puis recapturé 25 ans après). Le record précédent était de 22 ans.

## Taxinomie
D'après la classification de référence (version 14.1, 2024) de l'Union internationale des ornithologues, le Goéland cendré possède 3 sous-espèces (ordre philogénique) :
- Larus canus canus Linnaeus, 1758 : de l'Islande et les îles Britanniques à la mer Blanche ;
- Larus canus heinei Homeyer, 1853 : de l'Ouest de la Russie au centre de la Sibérie ;

- Larus canus kamtschatschensis Bonaparte, 1857 : Nord-Est de la Sibérie.